# 贝德拉
贝德拉，是西班牙加利西亚自治区拉科鲁尼亚省的一个市镇。总面积53km², 总人口5046人（2018年），人口密度96人/km²。

## 人口
| 贝德拉历史人口变化图                                       |
|                                                            |
| 来源：西班牙国家统计局（1900-1991年，实际人口）（2000年-） |

## 图集

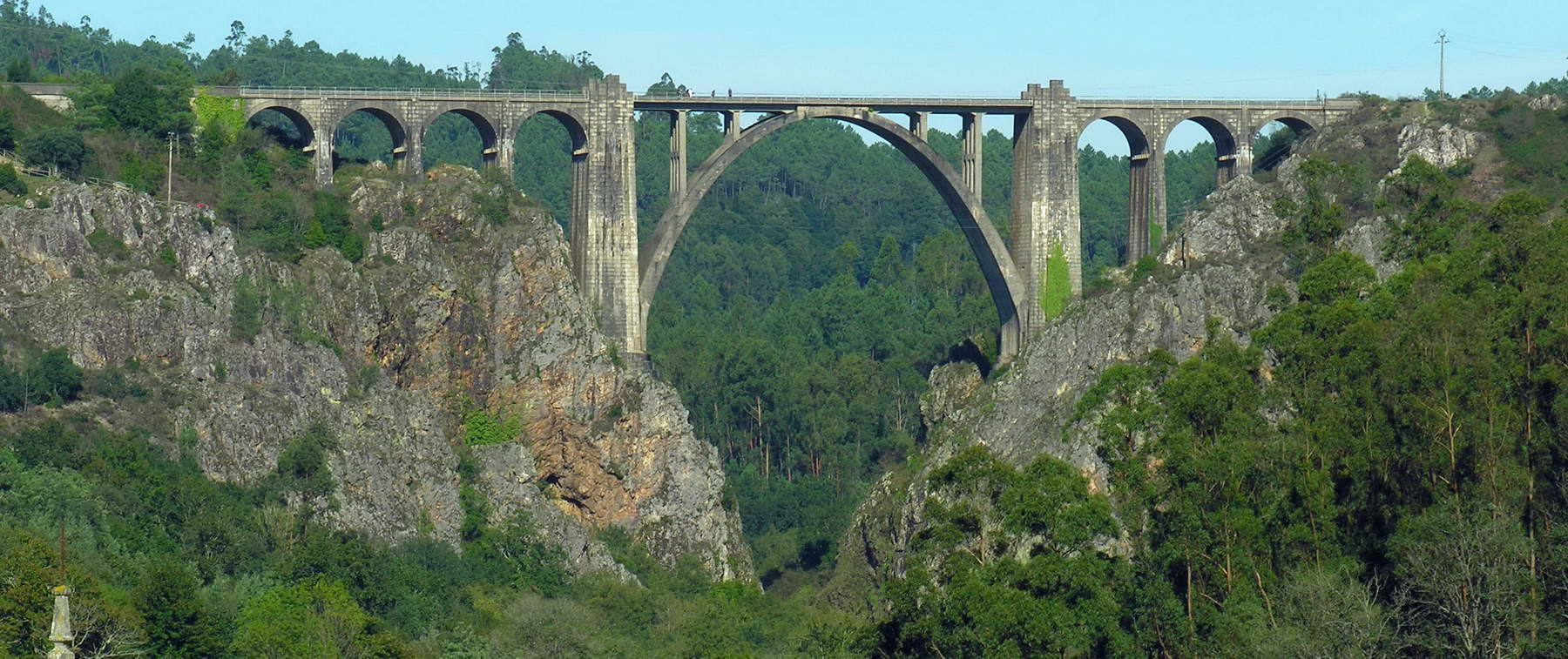
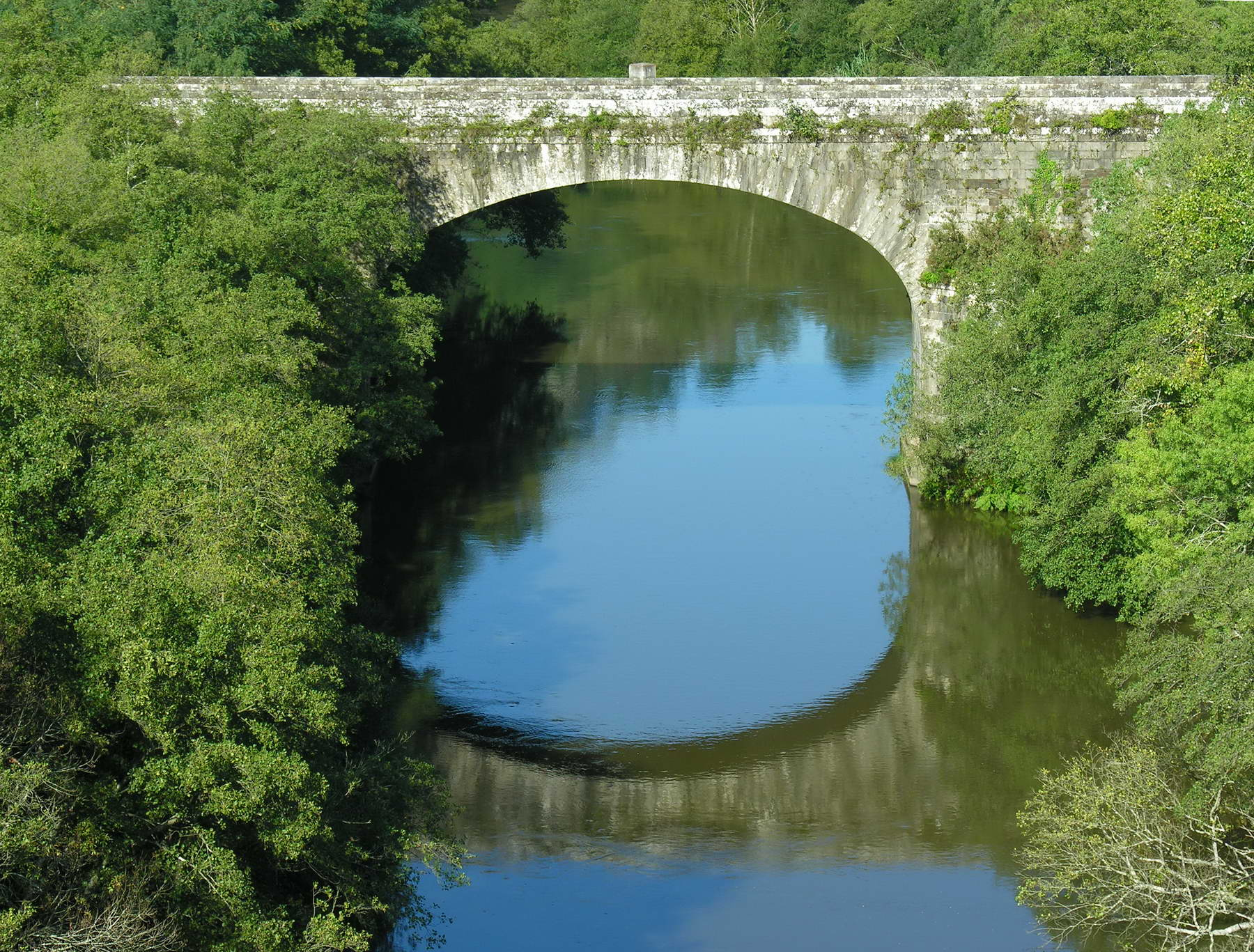
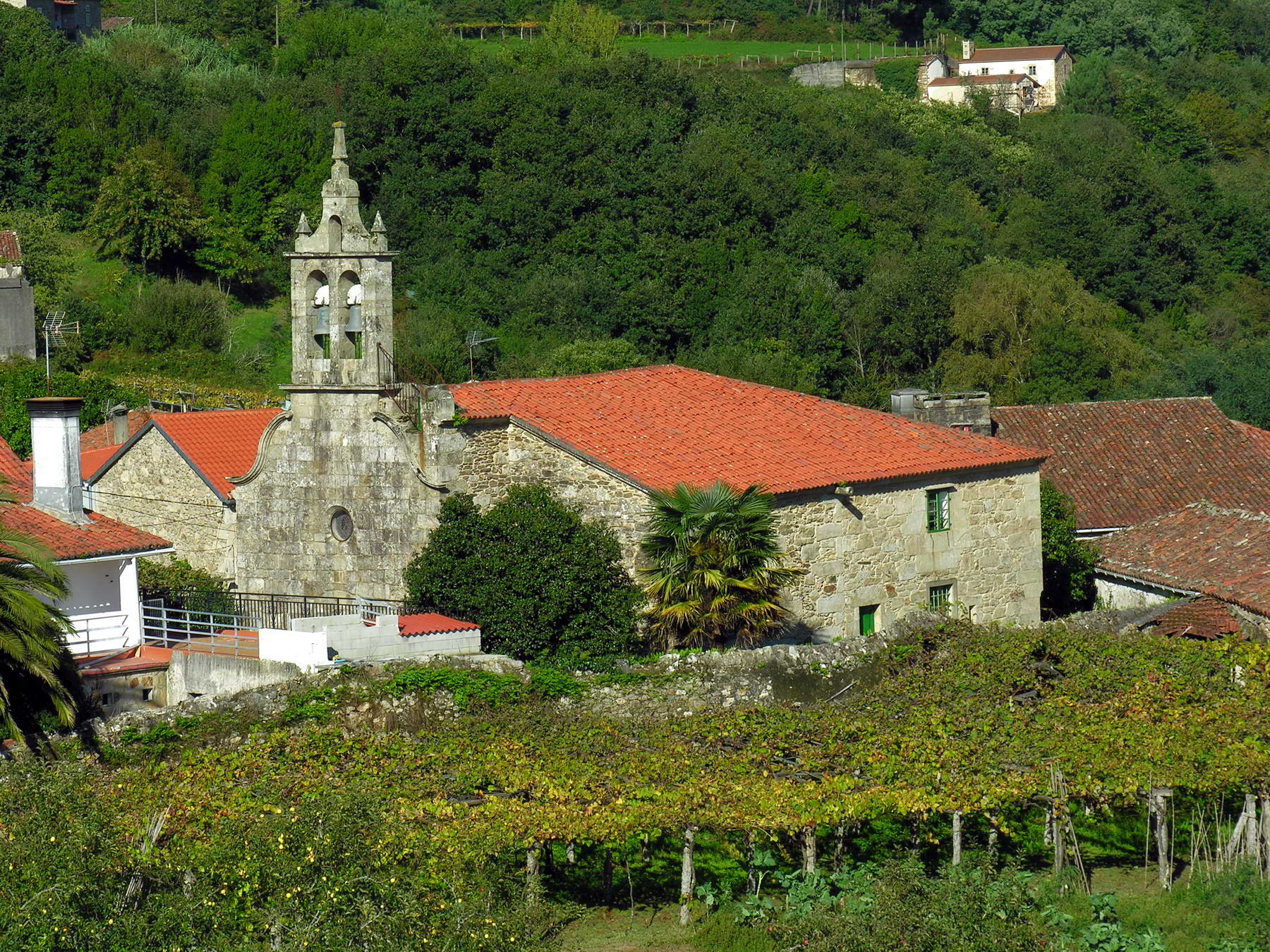
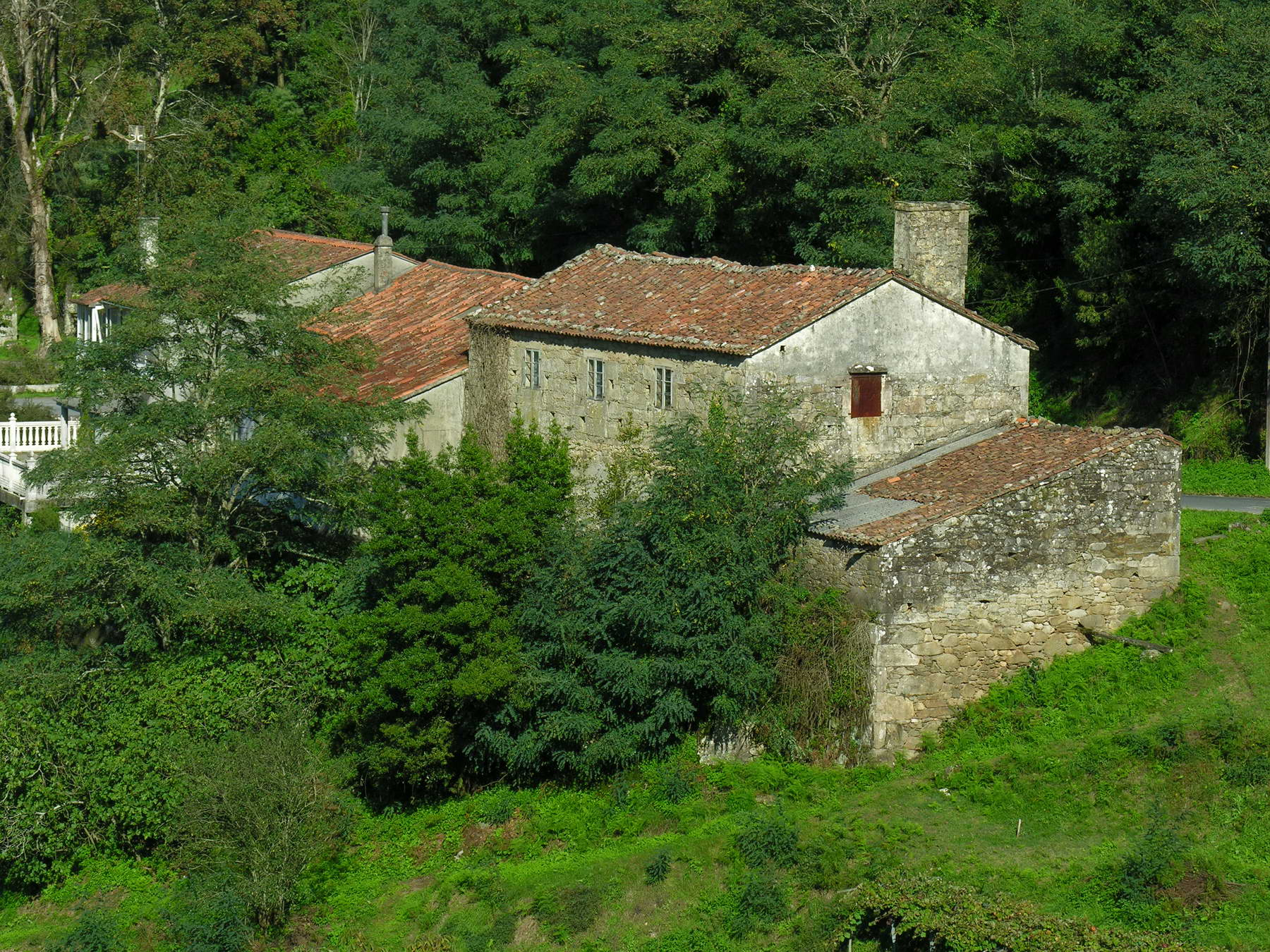
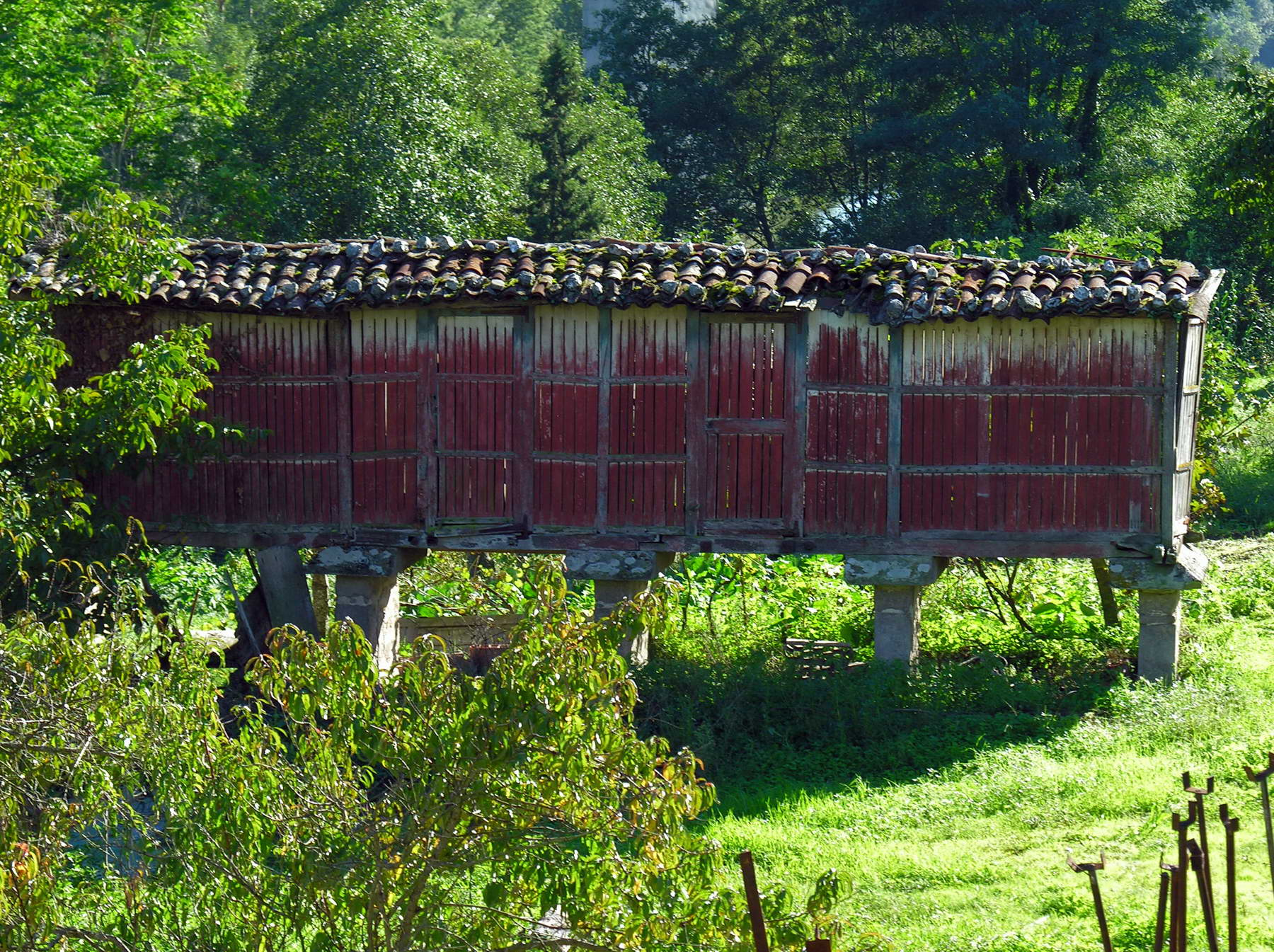
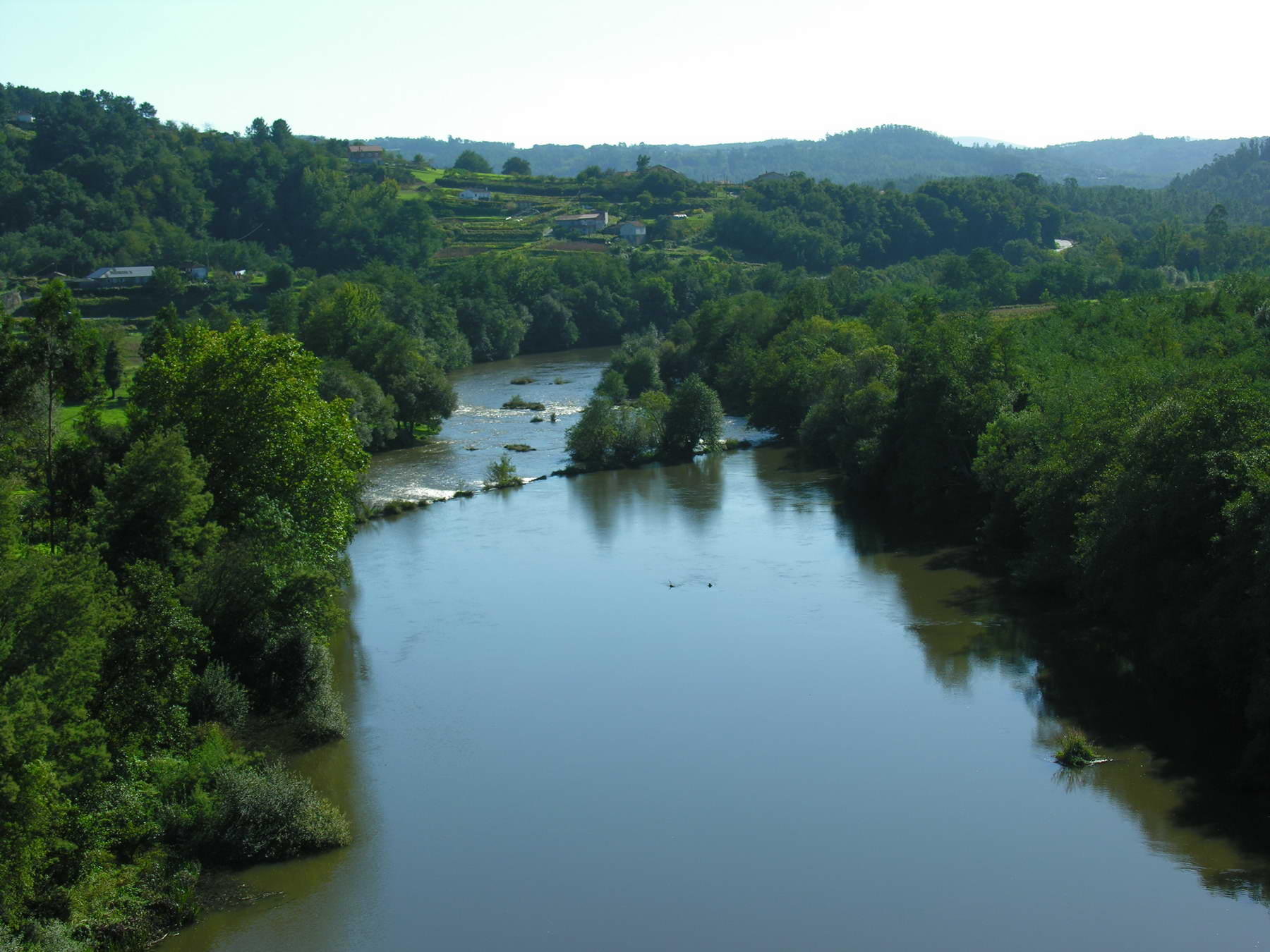
乌利亚河